# Позаземний
«Позаземний» — російськомовний художній фільм, знятий режисером Сергієм Крутіним 2007 року. Фільм знято за романом українського драматурга Юрія Голіченка, дії відбуваються поблизу Чорнобиля. Роман створено на реальних подіях, що відбулися в Киштимі в 1996 році. 

## Зміст
Село поблизу Чорнобиля. Семенов, один із жителів села, знаходить у своєї схибленої тещі незрозуміле створіння. Він ділиться знахідкою зі знайомим міліціонером. Після того, як міліціонер приносить речові докази додому, щоб потім вимагати проведення їх досліджень у начальства, починається низка нез'ясовних подій. Загибель літньої жінки, втеча дружини міліціонера, а у самого працівника правоохоронних органів з'являються галюцинації.

## Ролі
| Актор               | Роль                       |
| ------------------- | -------------------------- |
| Юрій Степанов       | Олександр Петрович Кутенка |
| Лариса Шахворостова | Віра                       |
| Ліна Будник         | Надія Петрівна             |
| Сергій Баталов      | Толя Семенов               |
| Віталій Лінецький   | Вадим Колесников           |

## Премії та нагороди
- МКФ телевізійних фільмів у Пловдиві, Болгарія — найкращий режисер.